# Jorge Tavares (arbitre)
Pour les articles homonymes, voir Jorge Tavares.
Jorge Tavares, de son nom complet Jorge Joaquim Martins Barros Tavares , est un arbitre portugais de football né le 9 mai 1976  à Aveiro au (Portugal).
Il est arbitre depuis 1999. Il est promu dans le championnat portugais comme arbitre portugais de 1re catégorie dès la saison 2009-2010.
Il fait partie de l'AF Aveiro.